# Імені Емома Таріфі
імені Емо́ма Таріфі́ (тадж. ба номи Эмом Таърифӣ) — село у складі Хатлонської області Таджикистану. Входить до складу джамоату імені Худойора Раджабова Восейського району.
Колишні назви Учкун та Імамтаріфі.
Населення — 1038 осіб (2010; 1024 в 2009).
Через село проходить автошлях Р-25 Восе-Ховалінг.